# 이정 (월경왕)
월경왕 이정(越敬王 李貞, 627년 ~ 688년)은 중국 당나라 전기의 황족으로, 당 태종의 8번째 아들이다. 668년, 그는 당시의 황후이자 섭정이었던 측천무후가 당나라의 황실인 농서 이씨 가문을 몰살시킬 것을 두려워하여 그의 아들 이충과 함께 측천무후에 맞서 반란을 일으켰다. 그러나 이정·이충 두 부자 모두 곧 패망하였고, 이정은 자결하였다. 사후 측천무후 연간에는 훼정(虺貞)이라는 이름으로 알려져 있었다. 자는 본명과 마찬가지로 정(貞)이다.

## 생애

### 배경
이정은 당 태종 정관 원년(627년)에 태어났다. 그는 태종의 8번째 아들이었다. 그의 어머니는 태종의 후궁 연(燕)씨였다.
정관 5년(631년), 한왕에 봉해졌다.
정관 7년(633년), 서주도독에 임명되었다. 그러나 실제로 서주에 부임하였는지는 알 수 없다.
정관 10년(636년), 원왕으로 전봉되었다가, 후에 월왕으로 전봉되었다. 이와 함께 양주도독에 임명되었는데, 이번에는 실제로 양주에 부임한 것으로 보인다. 이와 함께 실봉(實封) 800호를 받았다.
정관 17년(643년), 상주자사로 전임되었다.
정관 23년(649년), 실봉을 추가로 받아 1,000여호가 되었다. 같은해 태종이 죽고, 그의 9번째 아들이자 이정의 바로 아랫동생(첫째 동생)인 태자 이치가 그의 뒤를 이어 즉위하였다(당 고종).
영휘 4년(653년), 안주도독으로 전임되었다가 함형 연간에 다시 상주자사로 전임되었다.